# Världsmästerskapet i innebandy för damer
Världsmästerskapet i innebandy för damer spelas vartannat år sedan 1997.
Tävlingarna anordnas av International Floorball Federation (IFF), det internationella innebandyförbundet, men organiseras av de olika nationella förbunden. Efter att ha spelat VM i maj–juni beslöt IFF 2007 att istället börja spela turneringen i december från och med 2009.
Schweiz blev både världsmästarinnor 2005 och det enda landslaget utom Sverige som vunnit en VM-final mot Finland, som hittills blivit världsmästarinnor blott två gånger, 1999 och 2001, medan samtliga världsmästerskap annars vunnits av Sverige. Endast Sverige och Finland har vunnit medalj i samtliga VM, medan Schweiz nått semifinal i samtliga VM (och hittills vunnit 10 medaljer av 14 möjliga).
På grund av de stora klasskillnaderna mellan lagen beslutade man att sedan år 2013 så möts de bästa lagen i en övre halva, medan de sämsta lagen möts i en nedre halva av turneringen. De bästa lagen i övre halvan går till slutspel medan de sämsta lagen i den övre halvan och de bästa lagen i den nedre halvan kvalar till slutspelet. Och på det sättet blir det jämnare resultat i turneringen.

## Turneringar
| År   | Värdnation | Final   | Final         | Final   | Match om tredjepris | Match om tredjepris | Match om tredjepris |
| År   | Värdnation | Vinnare | Resultat      | Tvåa    | Trea                | Resultat            | Fyra                |
| ---- | ---------- | ------- | ------------- | ------- | ------------------- | ------------------- | ------------------- |
| 1997 | Finland    | Sverige | 4–2           | Finland | Norge               | 0004–3 (str.)       | Schweiz             |
| 1999 | Sverige    | Finland | 3–1           | Schweiz | Sverige             | 5–1                 | Norge               |
| 2001 | Lettland   | Finland | 2–0           | Sverige | Norge               | 4–3                 | Schweiz             |
| 2003 | Schweiz    | Sverige | 8–1           | Schweiz | Finland             | 4–2                 | Norge               |
| 2005 | Singapore  | Schweiz | 4–3           | Finland | Sverige             | 15–10               | Norge               |
| 2007 | Danmark    | Sverige | 7–3           | Finland | Schweiz             | 7–1                 | Lettland            |
| 2009 | Sverige    | Sverige | 6–2           | Schweiz | Finland             | 3–1                 | Tjeckien            |
| 2011 | Schweiz    | Sverige | 4–2           | Finland | Tjeckien            | 3–2                 | Schweiz             |
| 2013 | Tjeckien   | Sverige | 5–1           | Finland | Schweiz             | 0004–3 (SD)         | Tjeckien            |
| 2015 | Finland    | Sverige | 0005–4 (str.) | Finland | Schweiz             | 5–4                 | Tjeckien            |
| 2017 | Slovakien  | Sverige | 0006–5 (str.) | Finland | Schweiz             | 3–2                 | Tjeckien            |
| 2019 | Schweiz    | Sverige | 0003–2 (SD)   | Schweiz | Finland             | 0005–4 (SD)         | Tjeckien            |
| 2021 | Sverige    | Sverige | 0004–3 (SD)   | Finland | Schweiz             | 0005–2 (SD)         | Tjeckien            |
| 2023 | Singapore  | Sverige | 6–4           | Finland | Tjeckien            | 5–4                 | Schweiz             |
| 2025 | Tjeckien   |         | –             |         |                     | –                   |                     |
| 2027 | Finland    |         | –             |         |                     | –                   |                     |

### Medaljligan
|   | Nation   | Guld | Silver | Brons | Totalt |
| - | -------- | ---- | ------ | ----- | ------ |
| 1 | Sverige  | 11   | 1      | 2     | 14     |
| 2 | Finland  | 2    | 9      | 3     | 14     |
| 3 | Schweiz  | 1    | 4      | 5     | 10     |
| 4 | Norge    | 0    | 0      | 2     | 2      |
| 5 | Tjeckien | 0    | 0      | 2     | 2      |

### Turneringens mest värdefulla spelare
Priset som turneringens mest värdefulla spelare har gått till följande spelare:
- 1997 – Åsa Karlsson, Sverige
- 1999 – Anna-Maija Keränen, Finland
- 2001 – Birgitte Lersbryggen, Norge
- 2003 – Johanna Ekeroth, Sverige och Anne Suomalainen, Finland
- 2005 – Johanna Ekeroth, Sverige
- 2007 – Karolina Widar, Sverige
- 2009 – Hermine Dahlerus, Sverige
- 2011 – Sara Kristoffersson, Sverige
- 2013 – Sandra Mattson, Sverige
- 2015 – Anna Wijk, Sverige
- 2017 – Emelie Wibron, Sverige
- 2019 – Oona Kauppi, Finland